# Atelopus ignescens
El jambato negro (Atelopus ignescens) es una especie de rana nativa de Ecuador que se consideraba extinta, pues dejó de observarse desde 1988, hasta 2016.

## Descripción
En promedio, el macho mide 37,8 mm de longitud rostro-cloacal y la hembra 42,5 mm. El dorso y los flancos son de color negro azabache, con pequeñas verrugas redondas. El vientre es arrugado y de color naranja brillante a rojo vivo, más oscuro en la región gular y más claro en el bajo vientre. Las superficies ventrales de las extremidades son de color negro, a excepción de las extremidades anteriores por debajo, que son de color rojo a anaranjado. El iris es negro.

## Hábitat
Esta especie nativa de los bosques húmedos de montaña y páramos, entre los 2.800 y 4.200 m de altitud, es capaz de sobrevivir en hábitats modificados por el hombre, habiendo llegado a encontrarse incluso en zonas urbanas periféricas de Quito, Ambato y Latacunga. Su distribución abarcaba desde la provincia de Imbabura al norte hasta las provincias de Chimborazo y Bolívar al sur.

## Redescubrimiento
En mayo de 2016, científicos del Centro Jambatu de la Fundación Otonga e IKIAM anunciaron haber comprobado el reencuentro de esta especie. El jambato negro fue observado primero por un sacerdote salesiano y una familia campesina. Posteriormente los expertos Luis Coloma, Giovanni Onore y Elicio Tapia certificaron el hallazgo.
El proceso de extinción de esta especie se relaciona a múltiples factores, siendo algunos de ellos el cambio del clima, la aparición en esta especie de la enfermedad quitridiomicosis, la pérdida de hábitat y la introducción de depredadores foráneos.